# Синежупанники

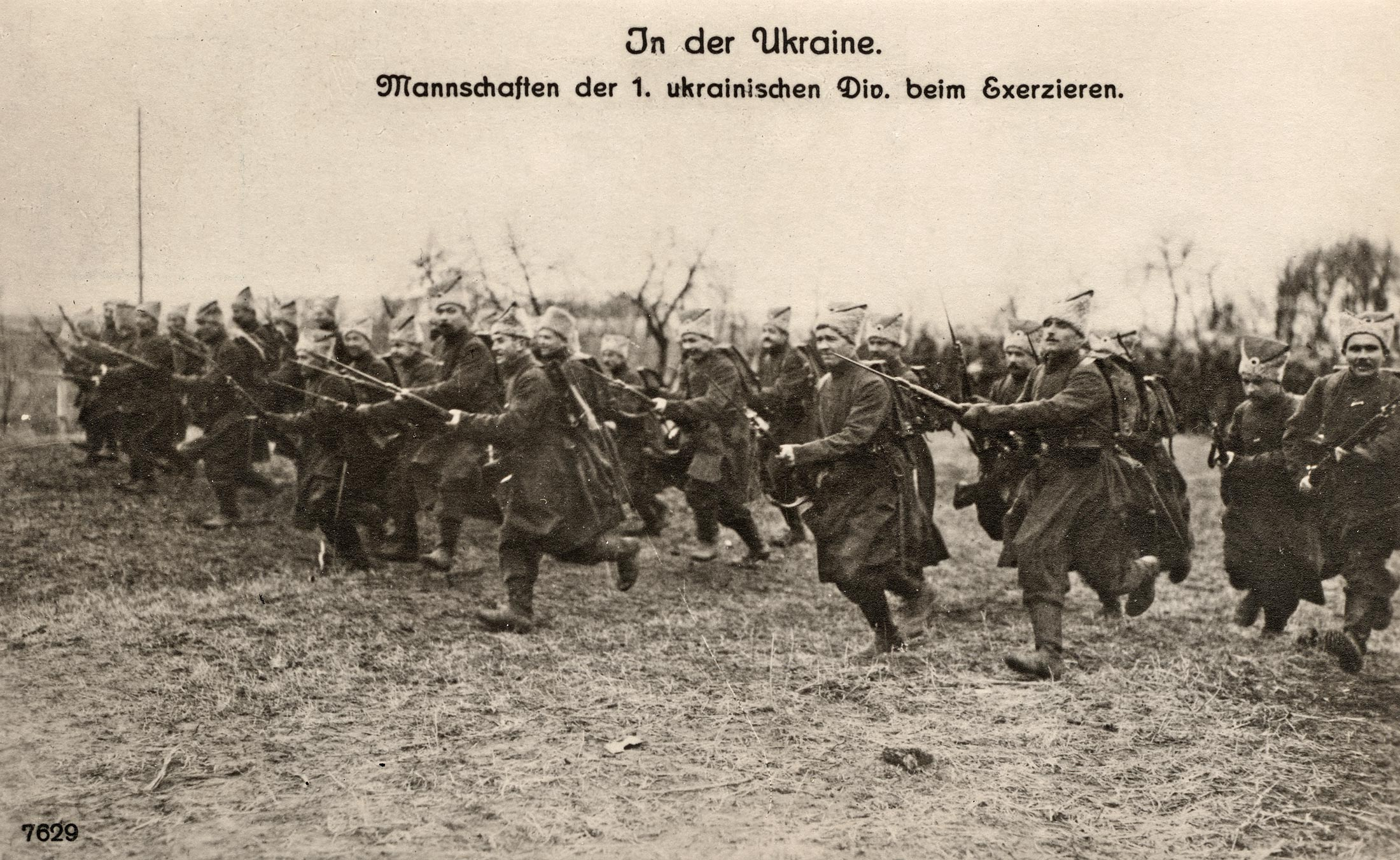
«Синежупанники», надпись на отчётном немецком фото: «На Украине. Учёба рядового состава 1-й украинской дивизии», 1918 год.

«Синежупанники» (укр. Синьожупанники) — две украинские дивизии, сформированные после заключения Брестского мира по соглашению с украинской делегацией и при содействии Союза освобождения Украины на территории Германии из российских военнопленных украинского происхождения
Название дано по цвету верхней формы одежды — жупана. В литературе встречается словосочетание — «синие дивизии».

## История
Командиром 1-й дивизии был назначен генерал В. Зелинский; формирование дивизии завершилось в городе Ковель (Волынь), после чего в середине марта 1918 года она передислоцировалась в Киев. По приказу военного министра УНР А. Т. Жуковского она подлежала расформированию, но ещё до этого её разоружили сами немцы накануне гетманского переворота (29 апреля 1918 года).
Также была расформирована и 2-я дивизия, ещё до её отправки с Волыни в Киев. 

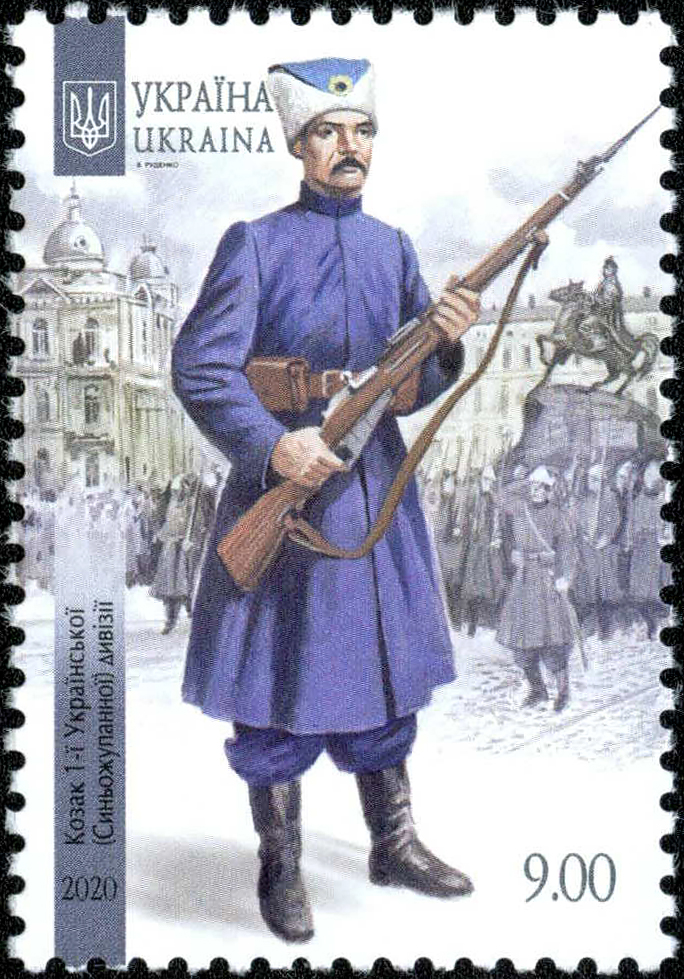
Украинская почтовая марка 2020 года, "Серия «Вооруженные формации Украинской революции 1917—1921 годов»: «Казак 1-й Украинской (Синежупанной) дивизии».

## Состав
В состав каждой дивизии входило по 4 пехотных полка (по 1,2 тыс.) и один артиллерийский полк.

## Форма одежды
На голову пехотинца полагалась белая меховая шапка, под запорожский покрой со свободно свисающим концом (шлыком), переделанная из папах Русской армии. В качестве верхней одежды жупан — верхняя крестьянская одежда, который в более восточных и северных территориях России было принято называть «зипун», синего цвета, из захваченного у французов синего шинельного сукна. Жупан застегивался спереди на крючки и был длинным и широким, поэтому снизу сзади собирался в три-пять больших складок для удобства носки.

## Известные люди, служившие в дивизии
- Янкин, Сергей Иванович — начальник штаба и исполняющий обязанности начальника 1-й Украинской (Синежупанной) дивизии армии Украинской Центральной рады (январь-апрель 1918 года).